# Lovenella assimilis
Lovenella assimilis is een hydroïdpoliep uit de familie Lovenellidae. De poliep komt uit het geslacht Lovenella. Lovenella assimilis werd in 1905 voor het eerst wetenschappelijk beschreven door Browne. 